# Basilia rybini
Basilia rybini är en tvåvingeart som beskrevs av Hurka 1969. Basilia rybini ingår i släktet Basilia och familjen lusflugor. Inga underarter finns listade i Catalogue of Life.